# Charlie Ventura

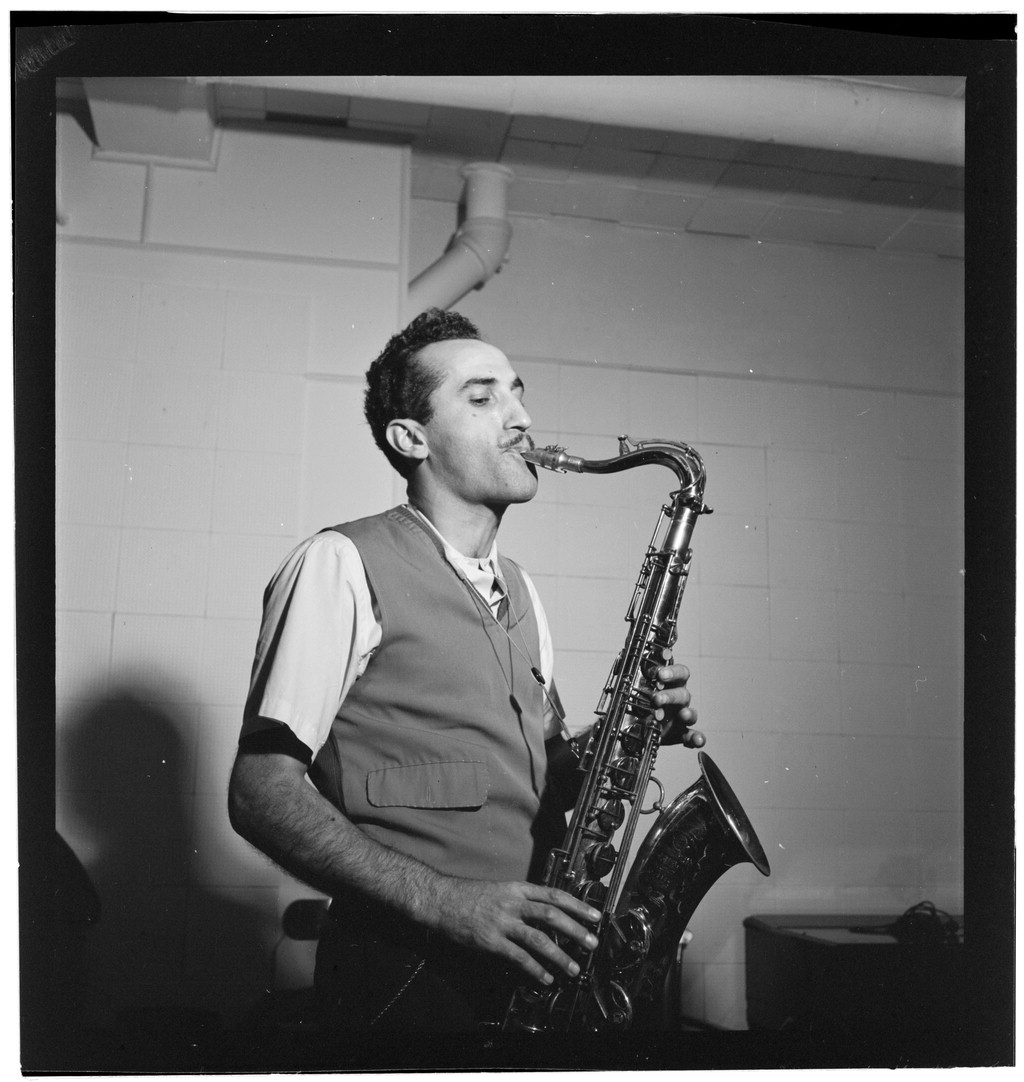
Charlie Ventura, ca. Oktober 1946.
Fotografie von William P. Gottlieb.

Charlie Ventura (* 2. Dezember 1916 in Philadelphia, Pennsylvania; † 17. Januar 1992 Pleasantville, New Jersey) war ein US-amerikanischer Jazz-Saxophonist (Tenor, Sopran, Alt, Bariton, Bass).

## Leben und Wirken
Ventura war einer der Protagonisten des Bebop. „Bop for the people“ – so hieß sein Motto, und das schloss oft den Gesang von Buddy Stewart oder Jackie Cain & Roy Kral ein. Seine heimliche Liebe war die Big Band. Seine Versuche, eine große Jazzformation zusammenzuhalten, waren jedoch wenig erfolgreich.
Ventura spielte in New York u. a. mit Dizzy Gillespie, Buddy DeFranco und Roy Eldridge in Jam-Sessions. 1942/3 war er bei Gene Krupa, danach bis 1944 bei Teddy Powell und von 1944 bis 1946 wieder bei Krupa, bevor er 1946/47 eine eigene Bigband hatte. Im Januar 1946 spielte er an der Seite Charlie Parkers und Lester Youngs bei einem der ersten Konzerten der Reihe Jazz at the Philharmonic. Von 1947 bis 1949 wurde er als Leader mit Bop for the People bekannt, die aber aus wirtschaftlichen Gründen zuletzt nur noch als Septett auftreten konnten, u. a. mit dem Altsaxophonisten Boots Mussulli. 1950/51 leitete er wieder eine Big Band. 1951 bildete er mit Buddy Rich, Chubby Jackson und Marty Napoleon die „Big Four“. 1952 war er im Trio mit Gene Krupa auf Japan-Tournee. Mit Krupa arbeitete er auch noch in den 1960er Jahren. Von 1958 bis 1961 war er in Las Vegas.

## Diskographische Hinweise
- Bird and Pres – The ’46 Concerts Jazz at the Philharmonic (Verve, 1946)
- Classics (F)CD 1044, Classics (F)CD 1111, Classics (F)CD 1149, Classics (F)CD1215
- Carnegie Hall Concert Verve MG V-8132
- Mosaic MD6-182 (CD)

## Sammlung
- The Complete Verve/Clef Charlie Ventura & Flip Phillips Studio Sessions (1951–54) (Mosaic, 1998) – 8 LPs oder 6 CDs mit Conte Candoli, Jimmy Wisner p, Ace Tesone b, Chick Keeny (= Louis Cicchini dm), Ralph Burns, Chubby Jackson, Betty Bennett, The Blentones voc, Marty Napoleon, Buddy Rich, Mel Tormé dm, Gene Kutch p, Hank Jones, Bob Carter, Jo Jones, Dave McKenna, Sonny Igoe, Mary Ann McCall, Charlie Shavers, Kai Winding, Danny Bank, Lenny Hambro, Perry Lopez g – Rest der Sammlung siehe Flip Phillips

## Lexikalische Einträge
- Carlo Bohländer, Karl Heinz Holler, Christian Pfarr: Reclams Jazzführer. 3., neubearbeitete und erweiterte Auflage. Reclam, Stuttgart 1989, ISBN 3-15-010355-X.
- Ian Carr, Digby Fairweather, Brian Priestley: Rough Guide Jazz. Der ultimative Führer zur Jazzmusik. 1700 Künstler und Bands von den Anfängen bis heute. Metzler, Stuttgart/Weimar 1999, ISBN 3-476-01584-X.
- Richard Cook, Brian Morton: The Penguin Guide to Jazz Recordings. 8. Auflage. Penguin, London 2006, ISBN 0-14-102327-9.
- Leonard Feather, Ira Gitler: The Biographical Encyclopedia of Jazz. Oxford University Press, New York 1999, ISBN 0-19-532000-X.
- Martin Kunzler: Jazz-Lexikon. Band 2: M–Z (= rororo-Sachbuch. Bd. 16513). 2. Auflage. Rowohlt, Reinbek bei Hamburg 2004, ISBN 3-499-16513-9.

| Personendaten    | Personendaten                                 |
| ---------------- | --------------------------------------------- |
| NAME             | Ventura, Charlie                              |
| KURZBESCHREIBUNG | US-amerikanischer Jazzmusiker (Tenorsaxophon) |
| GEBURTSDATUM     | 2. Dezember 1916                              |
| GEBURTSORT       | Philadelphia, Pennsylvania                    |
| STERBEDATUM      | 17. Januar 1992                               |
| STERBEORT        | Pleasantville, New Jersey                     |